# Seabrook (Maryland)
Seabrook es un lugar designado por el censo ubicado en el condado de Prince George en el estado estadounidense de Maryland. En el Censo de 2010 tenía una población de 17.287 habitantes y una densidad poblacional de 2.207,92 personas por km².

## Geografía
Seabrook se encuentra ubicado en las coordenadas 38°58′56″N 76°51′4″O / 38.98222, -76.85111. Según la Oficina del Censo de los Estados Unidos, Seabrook tiene una superficie total de 7.83 km², de la cual 7.82 km² corresponden a tierra firme y (0.07%) 0.01 km² es agua.

## Demografía
Según el censo de 2010, había 17.287 personas residiendo en Seabrook. La densidad de población era de 2.207,92 hab./km². De los 17.287 habitantes, Seabrook estaba compuesto por el 16.25% blancos, el 65.49% eran afroamericanos, el 0.27% eran amerindios, el 5.94% eran asiáticos, el 0.08% eran isleños del Pacífico, el 8.93% eran de otras razas y el 3.05% pertenecían a dos o más razas. Del total de la población el 14.68% eran hispanos o latinos de cualquier raza.